# Totton
Totton (engelskt uttal: [ˈtɒtən]) är en stad i grevskapet Hampshire i södra England. Staden ligger i distriktet New Forest vid floden Test, strax väster om Southampton. Tätorten (built-up area) hade 28 094 invånare vid folkräkningen år 2021.